# Gunthorpe, Norfolk
Gunthorpe är en civil parish i Storbritannien.   Den ligger i grevskapet Norfolk och riksdelen England, i den sydöstra delen av landet, 170 km nordost om huvudstaden London. Antalet invånare är 261. Arean är 8,8 kvadratkilometer.
Terrängen i Gunthorpe är platt.